# Ivan Fuksa
Ivan Fuksa (* 15. července 1963 Příbram) je český politik, od května 2010 do listopadu 2012 poslanec Parlamentu České republiky a od července 2010 do října 2011 ministr zemědělství v Nečasově vládě. V letech 1992–2002 působil jako 1. zástupce starosty v Příbrami, v letech 2002–2006 byl starosta Příbrami a v období 2007–2010 byl prvním náměstkem ministra financí České republiky.

## Vzdělání a profesní kariéra
Fuksa vystudoval Střední průmyslovou školu dopravní v Praze a Vysokou školu dopravy a spojů. Pracoval u Dopravních podniků v Praze a po návratu do Příbrami v roce 1988 se stal učitelem odborných předmětů na Střední průmyslové škole tamtéž. Několik měsíců před Sametovou revolucí byl vyšetřován Státní bezpečností.

## Politická kariéra
V roce 1990 byl jako člen Občanského fóra zvolen členem městského zastupitelstva Příbrami. Spoluzakládal příbramskou Občanskou demokratickou stranu (ODS). Jako její lídr ji dovedl k vítězství v komunálních volbách v roce 2002 a stal se příbramským starostou, ve funkci nahradil Josefa Vacka. Fuksa byl spolu s celým vedením příbramské radnice vyšetřován policií v souvislosti s úplatkářskou aférou kolem společnosti Tender Group, kterou odstartovala razie v roce 2002. Po šesti letech důkladného prošetřování všech zakázek policie konstatovala, že v Příbrami nedošlo k žádnému porušení zákona. V roce 2006 Fuksou vedená ODS získala v zastupitelstvu 11 křesel z 25, ale nedokázala najít koaličního partnera a odešla do opozice. Starostou se stal Josef Řihák (ČSSD).
Dne 29. ledna 2007 byl ministrem financí Miroslavem Kalouskem jmenován prvním náměstkem. Na podzim 2007 stanul v čela vládní komise pro rozvoj Brd (vznikla v souvislosti s jednáním o americké radarové základně v Česku) a byl také navrhován, aby vedl některá jednání s místními občany o základně místo vládního koordinátora Tomáše Klvani.
Dne 13. července 2010 byl jmenován ministrem zemědělství České republiky. Jako své priority v úřadu uváděl vyjednání spravedlivých podmínek pro české zemědělce v EU; úspory v resortu, poctivou a racionální správu majetku státu; ochranu půdy před erozí, povodněmi a zastavováním; zvýšení konkurenceschopnosti českého zemědělství a dokončení majetkového vypořádání. Kritickou pozici k práci ministra Fuksy zastávaly dřevozpracovatelské organizace a Hnutí Duha, a to především kvůli připravovanému tendru na těžbu dřeva.
Ivan Fuksa ve funkci ministra zemědělství prosadil novou koncepci hospodaření v Lesích ČR, tzv. „Dřevěnou knihu“. Kritizovali ji soukromí majitelé lesů, menší dřevařské firmy, opoziční sociální demokraté i mimoparlamentní Zelení. Zlepšené výsledky hospodaření Lesů ČR ale podle managementu a ministerstva souvisely právě s novými zásadami hospodaření. Hrubý zisk podniku se od ledna do října roku 2012 zvýšil ve srovnání s předchozím rokem z 2,6 na 5,3 miliardy korun.
Dne 4. října 2011 byl na návrh premiéra Nečase odvolán. Nečas ho kritizoval za údajnou nedostatečnou aktivitu ve vládě, sám Fuksa to dal do souvislosti s vnitrostranickým bojem ve středočeské ODS. Fuksa tou dobou patřil ke křídlu odpůrců Petra Nečase uvnitř ODS.
Na podzim 2012 patřil mezi šest nespokojených, „rebelujících“ poslanců, kteří nebyli ochotni podpořit vládní balíček určený pro snížení státního schodku. Vládní balíček totiž obsahoval mimo jiné i zvýšení dolní sazby DPH o jedno procento, které především představovalo předmět Fuksovy kritiky. Petr Nečas následně spojil schválení tohoto balíčku s vyslovením důvěry vládě. Opakované hlasování o úsporném balíčku bylo však odloženo až na termín po celostranickém kongresu ODS v listopadu 2012. Ivan Fuksa na 23. kongresu ODS vysvětloval pozici rebelujících poslanců ODS k úspornému balíčku a na poslední chvíli se rozhodl kandidovat na post předsedy ODS a získal podporu 30 % delegátů, nicméně dosavadní lídr strany Petr Nečas svou pozici obhájil. 6. listopadu pak Fuksa složil poslanecký mandát s tím, že pro návrh prosazovaný premiérem a většinou v ODS nemůže hlasovat.
Na konci listopadu potvrdila společnost Český Aeroholding, že se Fuksa od ledna 2013 stane vrchním ředitelem společnosti. Na starost měl mít zejména řešení privatizace Českých aerolinií. Karel Schwarzenberg, předseda koaliční TOP 09, později prohlásil, že koalice musela tzv. rebelům nabídnout výnosné pozice, aby vláda nepadla. Kvůli celému politickému obchodu podal advokát Václav Láska trestní oznámení na exposlance Fuksu, Šnajdra a Tluchoře kvůli podezření z přijetí úplatku a na premiéra Nečase kvůli podezření z uplácení.
Dne 13. června 2013 byl Fuksa zadržen při rozsáhlé akci Útvaru pro odhalování organizovaného zločinu v tzv. kauze Nagyová. Vyšetřovatelé ho vinili z přijetí úplatku právě v souvislosti s politickým obchodem při složení poslaneckého mandátu.
Dne 15. června soud schválil návrh na vzetí Fuksy do vazby. Nicméně na základě usnesení Nejvyššího soudu, který ve věci rozhodl tak, že se na předmětné jednání exposlanců Fuksy, Šnajdra a Tluchoře vztahuje poslanecká imunita, byli společně 16. července 2013 z vazby propuštěni.

## Osobní život
Fuksa je podruhé ženatý, z druhého manželství má dvě děti. Je aktivním sportovcem, věnuje se námořnímu jachtingu, zdolal vrchol Mont Blancu a dokončil několik mezinárodních maratonů.